# Hovercraft

Schema di un hovercraft:
1. Eliche
2. Aria
3. Turbine
4. Minigonne flessibili

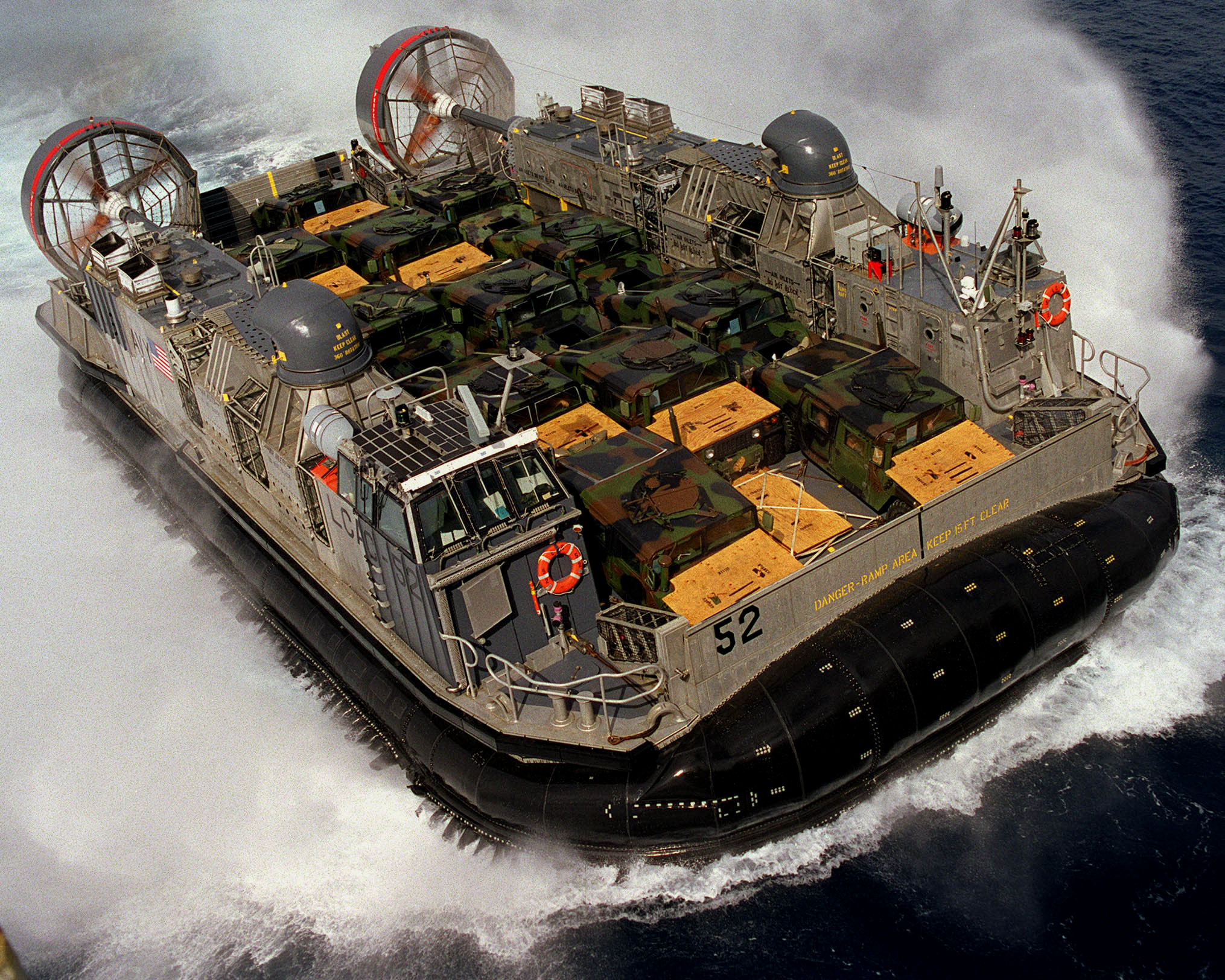
Un hovercraft militare

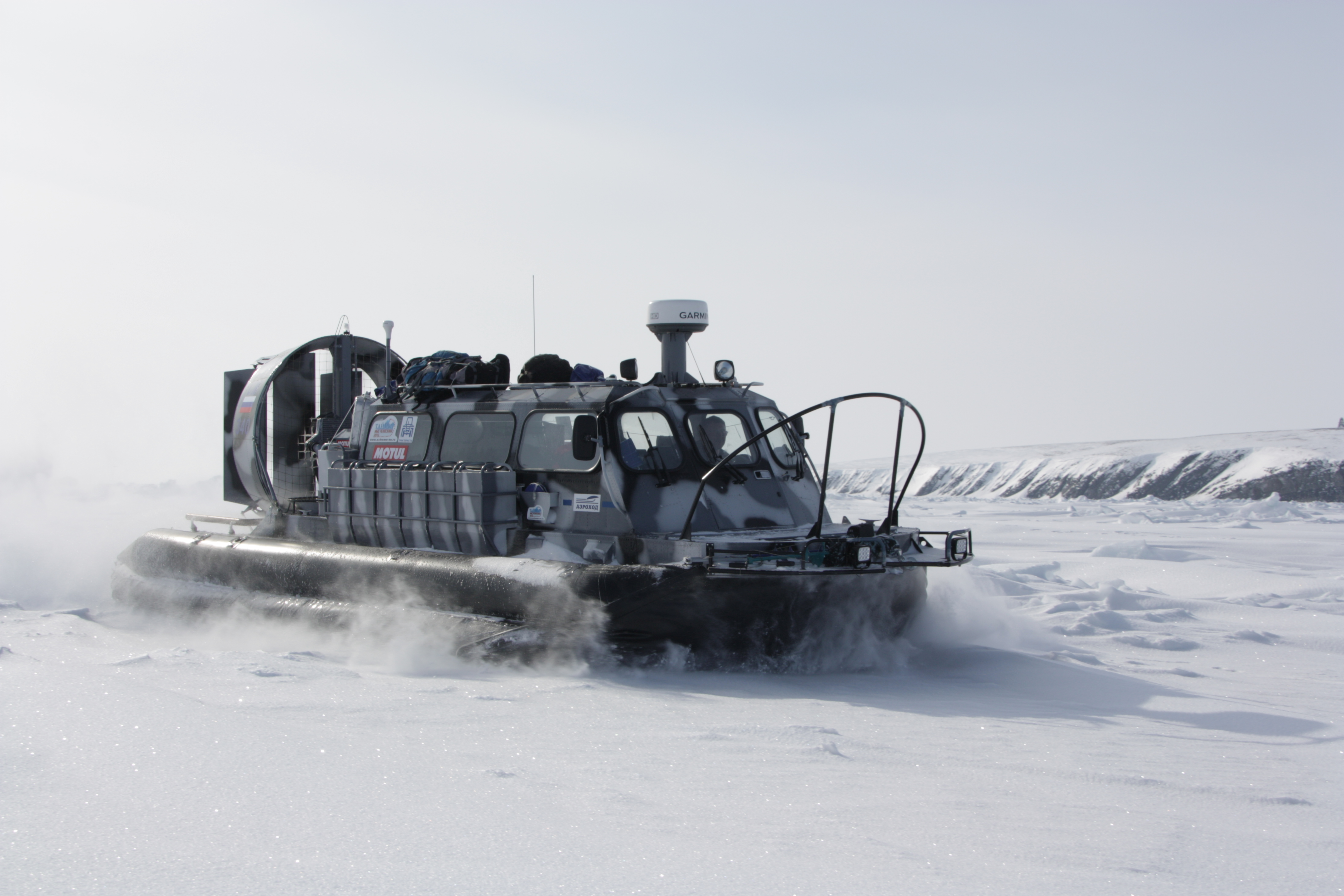
Hivus-10 hovercraft

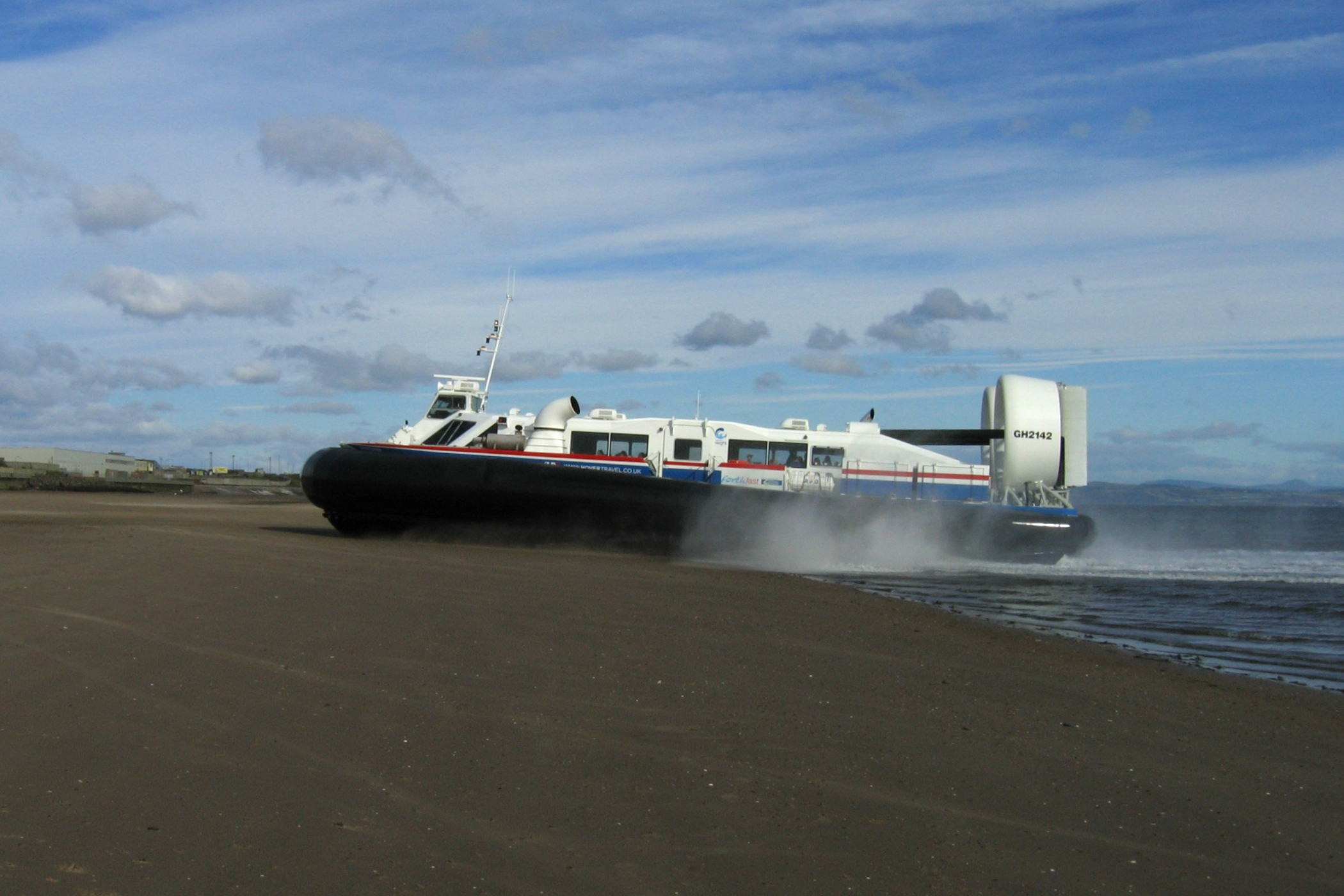
Un hovercraft civile

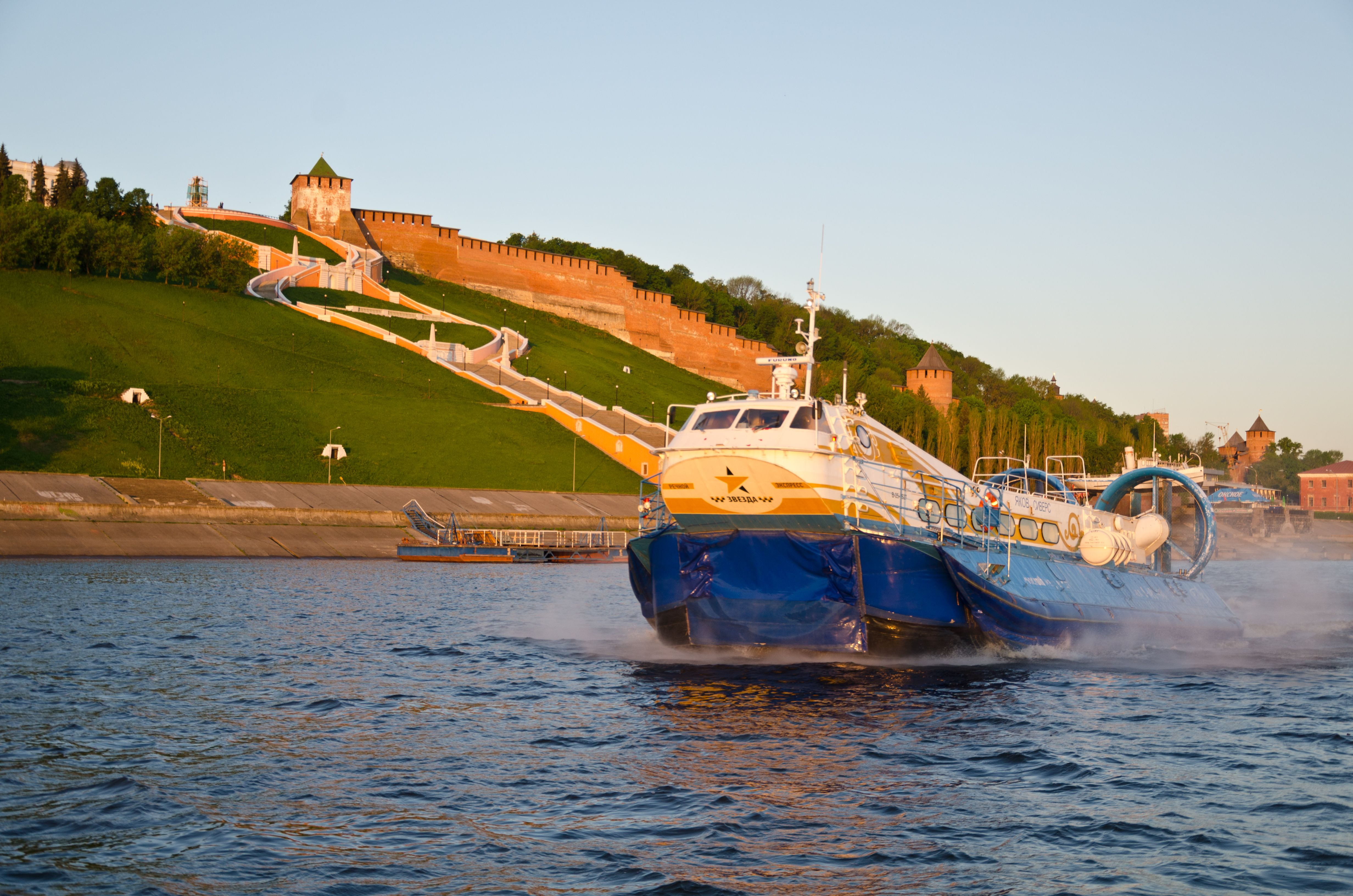
A48 hovercraft vicino al Cremlino di Nižnij Novgorod, Russia

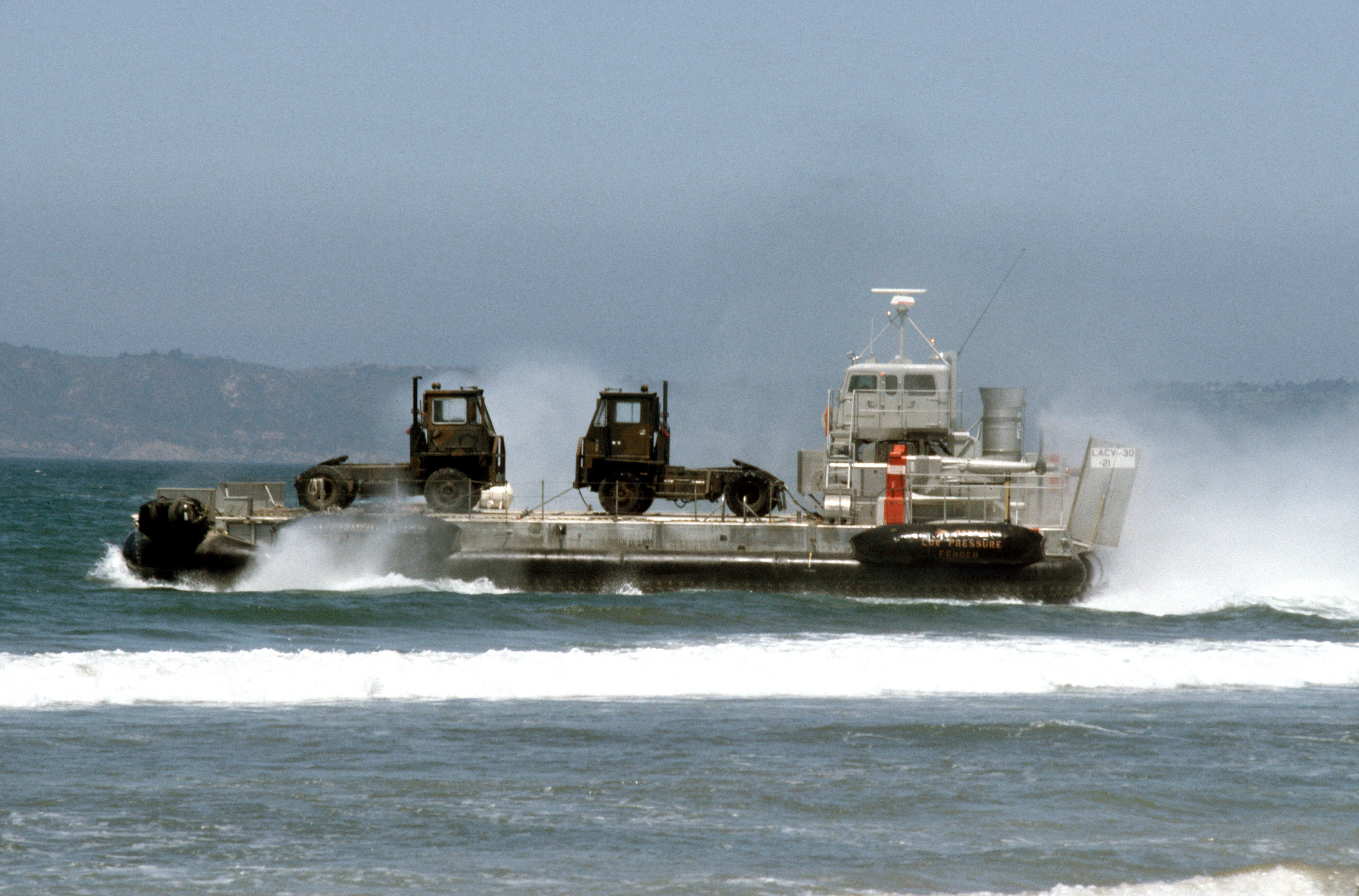
LACV-30

Un hovercraft, (in italiano anche aeroscafo, aeroscivolante o aeroslittante), è un veicolo sostentato da un "cuscino d'aria" e mosso da una o più eliche. È in grado di spostarsi su diverse superfici e di raggiungere velocità superiori ai 150 km/h. È stato realizzato, in forma industriale o hobbystica, in misure che vanno da due metri di lunghezza sino ai 57 metri degli hovercraft da sbarco russi della Classe Zubr. Viene usato per uso dilettantistico, soccorso e militare per la sua rapidità di lancio, la sua velocità e soprattutto per la sua versatilità nell'attraversare superfici di differente composizione. L'hovercraft è stato classificato come penultima invenzione nel settore trasporti, prima dello Space Shuttle.

## Classificazione
Secondo alcuni autori, tecnicamente un hovercraft può essere classificato come appartenente alla classe degli aeromobili e in questo ambito può essere quindi definito come un'aerodina a sostentazione per reazione diretta (il "cuscino d'aria") e anche alla classe delle imbarcazioni, sebbene non abbia eliche immerse in acqua. Di fatto in molti stati, fra cui Canada, nel caso di grossi mezzi per la guida è richiesta sia la patente aeronautica sia la patente nautica.
Idrodinamicamente viene considerato come una barca con uno scafo d'aria: il sostentamento non è una librazione come l'elicotteristico hovering, ma è un galleggiamento con o senza il cuscino gonfio. Le prestazioni anfibie sono permesse dalla fuoriuscita perimetrale dell'aria costantemente prodotta, aria che costituisce un "velo" lubrificante. Nei primi veicoli il bordo era rigido e per creare un velo sufficiente erano necessarie grandi potenze. L'invenzione della gonna perimetrale, e delle gonnelle singole in seguito, che si adeguano alle asperità del terreno come una morbida guarnizione, ha permesso di diminuire notevolmente lo spessore del velo d'aria e quindi la potenza necessaria al sostentamento.
Per convenzione internazionale gli hovercraft sono considerati imbarcazioni a tutti gli effetti, ovvero "navi dinamicamente sollevate" e descritti dalla IMO (International Maritime Organization):
 High Speed Craft: code 1.4.2 “Air-cushion vehicle (ACV)” is a craft such that the whole or a significant part of its weight can be supported, whether at rest or in motion, by a continuously generated cushion of air dependent for its effectiveness on the proximity of the surface over which the craft operates."
(trad: Veicoli a cuscino d'aria (ACV) "è uno scafo tale che la totalità o una parte significativa del suo peso può essere sostenuto, sia a riposo o in movimento, da un cuscino d'aria generato continuamente, dipendente per la sua efficacia alla vicinanza della superficie nel corso del quale l'imbarcazione opera).
Con la nuova legislazione europea acquisita anche in Italia per la guida di hovercraft con potenza superiore a 30,4 kW, anche se classificati come natanti, viene richiesta la patente nautica. Specificamente per gli hovercraft non è possibile la marcatura "CE" 2003/44/CE e anche i motori sono esentati dall'adeguarsi alle normative antinquinamento.
In Italia, e con leggi abbastanza simili in tutta Europa, le normative di riferimento per la costruzione, la conduzione, e l'utilizzo sono diverse per qualsiasi imbarcazione e hovercraft, seguendo la norma generale oppure quella più semplificata, richiesta per il diporto.
L'utilizzo previsto determina la normativa a cui attenersi, indicata dalla legge 472 del 1999, art 25 che prevede espressamente:
"Le navi minori e i galleggianti, di cui all'articolo 146 del codice della navigazione, aventi una lunghezza fuori tutto non superiore a 24 metri, possono essere iscritti nei registri e destinati a servizi speciali per uso privato ovvero per uso in conto proprio per la navigazione nelle acque marittime entro 12 miglia dalla costa.".
in seguito viene specificato:
A) per uso privato, l'utilizzazione dell'unità come mezzo di locomozione propria e di terzi a titolo amichevole;... Ai fini della sicurezza della navigazione alle unità destinate ad uso privato, si applica il regolamento di sicurezza per la navigazione da diporto, approvato con decreto del Ministro dei trasporti e della navigazione 21 gennaio 1994, n. 232.
La categoria del diporto è destinata alle attività ricreative e non consente alcun tipo di lavoro o attività professionale, se non quella inquadrata nella citata legge 472 o del noleggio (ma per diporto). vedi anche (codice Diporto, tit.1, capo, art.1, disposizioni generali) La normativa da diporto accetta una semplificazione delle norme generali di sicurezza, permette l'utilizzo di combustibili più volatili (benzina) ma potenzialmente esplosivi, l'esenzione dall'immatricolazione per lunghezze sino a 10 m.
B) per uso in conto proprio, l'utilizzazione dell'unità per il soddisfacimento di necessità strettamente connesse all'attività istituzionale di soggetti pubblici o privati o all'attività imprenditoriale di soggetti commerciali ivi compresa l'attività di acquacoltura in acque marine con gabbie galleggianti o sommerse.....alle unità destinate ai servizi speciali per uso in conto proprio si applica il regolamento per la sicurezza della navigazione e della vita umana in mare, approvato con decreto del Presidente della Repubblica 8 novembre 1991, n. 435.
Il DPR 435/91, e in genere il "Regolamento di sicurezza della navigazione e della vita umana in mare" che riflette le disposizioni EU, definisce (libro 1, titolo 1, capitolo 1, art. 1, comma 1, par. 1) cosa debba intendersi per aeroscafo (hovercraft): una nave avente mezzi atti a generare sotto di essa un cuscino d'aria capace di sollevarla sulla superficie del mare.
Ad eccezione delle omologazioni da diporto, per tutte le imbarcazioni entrobordo, compresi gli Hovercraft, è richiesto espressamente (artt. 81 e 193) l'utilizzo di combustibile con punto di infiammabilità superiore a 38 °C, ovvero gasolio o kerosene, limitatamente ad aliscafi o aeroscafi/hovercraft.

## Storia
Il primo progetto che sia giunto a noi che sia stato chiamato hovercraft è del 1716 su disegno dello svedese Emanuel Swedenborg che fu progettista, filosofo e teologo. La sua piattaforma a cuscino d'aria alimentata a forza umana somigliava ad una barca rovesciata con un sedile al centro e dei remi a forma di mestolo che avrebbero dovuto spingere l'aria sotto il veicolo ad ogni corsa verso il basso. Non fu mai costruito nessun veicolo con questo principio, senza dubbio nessuno avrebbe mai potuto farlo funzionare a causa della scarsa potenza disponibile.
A metà degli anni 1870 l'ingegnere britannico Sir John Thornycroft costruì una serie di macchine per esperimenti basate sull'uso di aria fra lo scafo della barca e l'acqua per ridurre la resistenza all'avanzamento. Sebbene abbia ottenuto vari brevetti su scafi lubrificati ad aria (1877), non vennero mai trovate applicazioni pratiche.
Negli anni molte altre persone tentarono altri metodi per ridurre la resistenza all'avanzamento delle navi, ma fino al 1952 non si ebbe nessuna applicazione pratica.
In quell'anno l'inventore britannico Christopher Cockerell propose la sua soluzione e per questa invenzione nel 1969 gli fu concesso il titolo di Sir.
Con semplici esperimenti, utilizzando un motore da aspirapolvere e due lattine cilindriche, egli provò che era possibile realizzare un veicolo che, sospeso su di un cuscino d'aria, era in grado di muoversi su diversi tipi di superfici. La novità maggiore da lui introdotta fu un sistema a getto in grado di confinare il cuscino d'aria sotto il veicolo. Il cuscino d'aria permetteva di spostarsi su terreni fangosi, acqua, paludi come se fosse su terreni compatti.
Il costruttore di aerei britannico Saunders Roe sviluppò il primo hovercraft in grado di trasportare un uomo, lo SR-N1, con cui vennero svolti molti test fra il 1959 ed il 1961 fra cui un attraversamento della Manica. La sua prima dimostrazione in pubblico è del 1959. Venne così scoperto che era possibile aumentare la capacità di "sostentamento" con l'aggiunta di un "tubo con scarico a gonnelle" di tela gommata flessibile fra la superficie e lo scafo, avente lo scopo di "contenere l'aria" sotto lo scafo dando un effetto "galleggiamento", se pur minimo, in aria.
Il primo hovercraft a produzione industriale fu nominato SR-N1 ed era equipaggiato con motore a pistoni che azionava una serie di eliche intubate che creano un flusso di "sostentamento" diretto sulla superficie e che forniscono la spinta tramite canalizzazioni d'aria. Con questo mezzo il 25 luglio del 1959 viene attraversato in sole due ore di navigazione il canale della Manica. Alla guida il capitano Peter Lamb coadiuvato dall'ingegnere John B. Chaplin e come "contrappeso a prua" il suo inventore ingegner Christopher Cockerell che successivamente sarà nominato Sir.
Il progetto non ebbe molto successo "commerciale" perché era in grado di trasportare poco più del proprio peso e due uomini di equipaggio.
Tenace e lungimirante l'ingegner Christopher Cockerell sviluppò il suo progetto con l'aggiunta di "tubi gonfiabili", "eliche aeronautiche su asse mobile" e un "sistema di ventole cilindriche" inglobate nello scafo per il "sostentamento" e li applicò al suo secondo progetto "SRN2"; anch'esso ebbe un modesto sviluppo commerciale, perché privo di risorse economiche e comunque ben presto superato e messo da parte dai "baroni" dell'aeronautica Britannica.
Comunque il primo vero mezzo per trasporto di passeggeri fu il Vickers VA-3 che nell'estate del 1961 cominciò il servizio regolare lungo le coste settentrionali del Galles fra Wallasey e Rhyl: questo hovercraft era mosso da due motori turboelica, spinto da eliche e governato da ciclopici timoni a barra. Anche questo modello fu "inglobato" dalla Saunders Roe e The British Hovercraft Corporation.
Durante gli anni 1960 la Saunders-Roe Ltd, o SARO, da sempre vicina alla costruzioni aeronautiche (1910) con aerei, idrovolanti ed elicotteri, sviluppò diversi modelli che erano in grado di trasportare passeggeri. Fra questi il SR-N2 che operò sul Solent dal 1962 e più tardi il SR-N6 che prestò servizio regolare sul Solent fra Southsea a Ryde nell'Isola di Wight per molti anni. Il servizio iniziò il 24 luglio 1965 con il SR-N6 che trasportava 38 passeggeri. Al giorno d'oggi due moderni hovercraft AP1-88 con 98 posti seguono la stessa rotta e oltre 20 milioni di passeggeri (al 2004) lo hanno scelto per raggiungere l'isola.
Come fecero Saunders Roe e Vickers che si unirono per creare la The British Hovercraft Corporation nel 1966, altri costruttori durante gli anni 1960 costruirono i loro hovercraft: la Cushioncraft, facente parte del gruppo Britten-Norman, Hovermarine che ha introdotto delle bandelle laterali "affogate" nell'acqua con il compito di intrappolare l'aria sui lati, la Lockheed (Textron Marine and Land Systems Lockheed), la ABS-Hovercraft con il suo moderno M10 realizzato esclusivamente in materiale composito (kevlar/carbonio).
Nel 1970 il più grande hovercraft inglese in servizio commerciale era il SR-N4 classe Mountbatten, che faceva regolare servizio attraverso la Manica fra Dover in Inghilterra e Calais in Francia trasportando passeggeri ed auto; sulla stessa rotta operava anche il Naviplane N500, il più grande e veloce hovercraft costruito. Il servizio fu interrotto nel 2002 per un concorso di cause apparenti: l'apertura del Tunnel della Manica, l'alto costo di esercizio dovuto al prezzo dei carburanti e l'avvento di un sistema di catamarani veloci ad effetto suolo (SES) leggeri e a basso costo di gestione, nonché la mancanza di sovvenzioni pubbliche.
Il successo commerciale degli "hovercraft civili" ha sofferto per la rapida crescita del costo del combustibile alla fine degli anni 1960 e negli anni 1970. Gli hovercraft hanno invece continuato a godere di un certo successo in ambito militare, in particolare negli Stati Uniti con il LCAC, mentre solo dopo la caduta del muro di Berlino si è scoperto in Occidente che l'Unione Sovietica negli anni della guerra fredda aveva realizzato hovercraft giganti. Definiti dalla NATO come classi Zumro e Katalyna, questi enormi hovercraft erano in grado di trasportare interi arsenali militari in qualunque condizione meteorologica e su qualunque terreno di battaglia.
Negli ultimi anni con l'avvento del kevlar/carbonio sono stati sviluppati altri mezzi di trasporto che utilizzano "la via del mare" con tecniche di costruzione innovative e consumi ridotti (peso/potenza) e con prestazioni comparabili se utilizzati in acqua: gli aliscafi, i catamarani, i trimarani, gli idrovolanti grandi quanto un Jumbo Jet che viaggiano sfruttando l'effetto suolo e in forte sviluppo gli SES, una via di mezzo tra i catamarani e gli hovercraft, che hanno eccellenti capacità velocistiche, bassi consumi, e direzionalità.
A metà degli anni '60 la Società Grandi Magazzini ALCER di Napoli, in concorrenza con la compagnia aerea "ELIVIE", dava inizio a un servizio di linea marittima nel golfo di Napoli con l'utilizzo di due hovercraft. Questo servizio passeggeri collegava la stazione nautica, appositamente costruita, di Piazza Vittoria, con le isole del golfo e Sorrento. Il servizio di linea hovercraft napoletano finì con il fallimento della compagnia armatrice Grandi Magazzini ALCER.

## Oggi
Attualmente gli hovercraft popolano il nostro globo ad ogni latitudine sia per uso civile che militare. Indistintamente per lunghezza o conformazione vengono usati come traghetti, mezzi di lavoro su laghi, fiumi, paludi, delta e mezzi di soccorso sia in mare che in acque interne, con notevole successo sono stati collaudati come "taxi" per percorrere fiumi ghiacciati o come rompighiaccio ed anche come mezzi di sbarco per truppe militari.

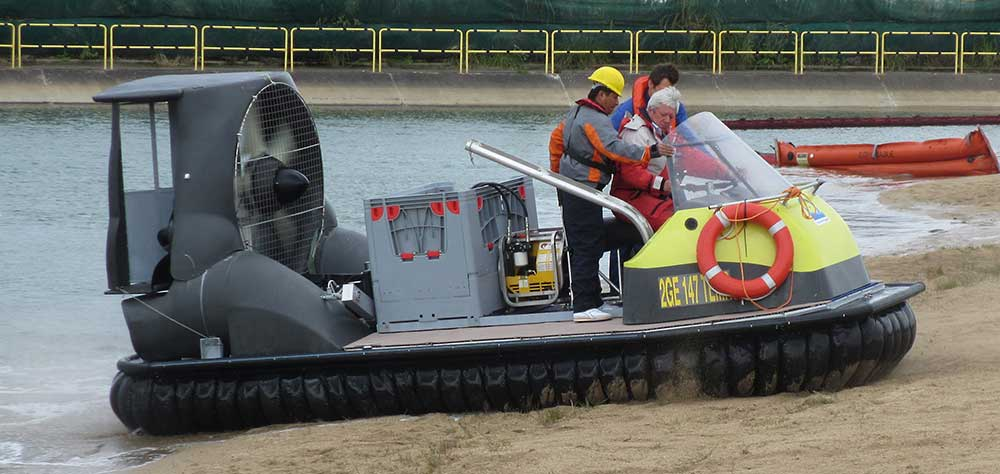
Un hovercraft per impieghi professionali

Altissime velocità, facile manovrabilità, grandi capacità di carico, molteplicità di utilizzo, indifferenza ed insensibilità alle asperità delle superficie percorse, invisibilità ai radar o ai sonar nelle versioni militari, unite all'ormai basso costo di manutenzione, fanno dell'hovercraft un mezzo unico ed insostituibile.
Attualmente e nel mondo intero gli hovercraft vengono ufficialmente utilizzati in tutte le misure da Guardie Costiere, Vigili del fuoco, Guardie Forestali, Istituti di Geologia, Squadre di Salvataggio, Squadre di disinfestazione, Squadre di Pronto Soccorso per bonifiche da sversamenti di idrocarburi ed infine come mezzi di salvataggio o di sostegno in caso di alluvioni.
Al momento c'è un numero crescente di ditte specializzate nella costruzione di hovercraft costruiti con le stesse tecniche dei grossi hovercraft che garantiscono funzionalità ed affidabilità d'uso. Anche in Europa si sta diffondendo l'interesse per gare agonistiche con dei veri e propri campionati di Formula. Queste gare non hanno ancora richiamato molti sponsor, ma ha richiamato gli appassionati del "fai da te" con dimostrazione di vere e proprie macchine da corsa che "scivolano o volano sull'acqua" a velocità superiori ai 100 km/ora.
Tipicamente i piccoli hovercraft hanno due motori separati uno per il "sostentamento" e uno per la "spinta", ambedue con una o più eliche aeronautiche. L'ultima tendenza è avere un motore con un'elica o una coppia di eliche intubate in tubo Venturi che trasferiscono parte dell'aria prodotta tramite un ripartitore alle gonnelle. Un altro trend è quello di utilizzare "gonnelle" e non una "gonna o tubo unico" per controllare la stabilità del mezzo ed agevolare il ricambio in caso di strappi.
Il funzionamento "nel concetto" è molto semplice: l'aria prodotta dall'elica e convogliata alle gonnelle crea un flusso costante di uscita verso la superficie, creando l'effetto "on cushion" (sul cuscino). Questo effetto "galleggiamento" permette all'hovercraft di alleggerire il suo peso chiamato in inglese "Rabbit footprint" in quanto il peso che lascia l'impronta "in quel momento" non è superiore a quello di un coniglio. Le gonnelle, oltre che offrire stabilità ed "effetto galleggiante", servono anche ad attraversare asperità senza soffrire come farebbe la murata di una barca. La parte d'aria non convogliata viene usata come "Spinta" ovvero per far muovere l'hovercraft in avanti. La direzionalità viene garantita dai timoni posti alla fine del tubo venturi. I piccoli Hovercraft virano a 360° su sé stessi senza alcun problema, sia da fermi sia a tutta velocità. I grossi Hovercraft dell'ultima generazione sono muniti di eliche a passo variabile che servono come aiuto per una rapida virata su sé stessi o come freno in caso di rallentamento.
Alcuni hovercraft anche di piccole dimensioni sono dotati di un sistema di inversione di spinta di nuova concezione, un brevetto USA dell'Ing. Christopher Fitzgerald, che consente una più efficace manovrabilità anche in ambienti ristretti, oltre alle rotazioni sull'asse, alla frenata ed alla retromarcia. Questo sistema si rivela molto utile sul ghiaccio e per operazioni di soccorso in acque veloci, consentendo all'hovercraft di restare fermo sul posto in piena corrente. Il nuovo e ultimo sistema Flapton usato sul MACP oltre a queste performance, consente il controllo dell'assetto completo laterale e longitudinale, mantenendo automaticamente il corretto assetto parallelo alla superficie anche nelle virate più strette e massima potenza.
L'hovercraft rimane con l'Ekranoplano e prima dello Space Shuttle l'ultima invenzione del XX secolo nel sistema dei trasporti e non va a sostituire la barca, l'idrovolante o l'elicottero ma si pone come mezzo polifunzionale da utilizzare per il passaggio su superfici di diversa natura, senza lasciare "solchi".